# ブロンシュタイン級フリゲート
ブロンシュタイン級フリゲート（英語: Bronstein-class frigate）は、アメリカ海軍のフリゲートの艦級。AN/SQS-26とASROCを初めて搭載した戦後第2世代の航洋護衛艦の嚆矢として、1960年度で2隻が建造された。基本計画番号はSCB-199。
1975年の類別変更に伴ってフリゲート（FF）に再分類された。その後、冷戦終結に伴う軍縮により1991年にはアメリカ海軍から退役するが、1993年に2隻ともメキシコに譲渡され、ブラボ級フリゲート（スペイン語: Clase Bravo）として再就役した。

## 来歴
第二次世界大戦後初の航洋護衛艦（DE）として、まず1952年度計画よりディーレイ級（SCB-72）の建造が開始された。しかし1954年5月、海軍の長期計画の策定にあたるシンドラー委員会は、船団護衛艦について、同級のように精巧高価な艦よりも、戦時大量建造に対応できる簡素で安価な艦を建造するように勧告した。これに応じて、1956年・7年度のDEは、より簡素なクロード・ジョーンズ級とされた。
1950年の時点では、アメリカ海軍の対潜戦部隊は、船団護衛のため数を確保できる量産艦と、短波方向探知機（HF/DF）などの広域捜索センサーの情報に基いて攻勢的な対潜掃討作戦を展開するための高性能艦によるハイ・ロー・ミックス構成とされていた。1954年のシンドラー委員会の勧告は、この構成を再確認するものといえた。しかし1950年代末には、次なる戦争は短く苛烈なものとなり、第二次世界大戦のように戦時量産計画を発動する余裕はなく、海軍は開戦時に有する戦力で戦争を戦い抜かなければならないと見積もられるようになっていた。この場合、量産性を考慮して性能面で妥協するよりは、個艦の性能を重視することが望ましかった。
当時、高性能な艦隊護衛艦の建造に建艦予算が取られていたことから、次期DEの建造は1960年度で行われることになり、1958年3月より検討が着手された。この研究はSCB-199と称されており、当初はディーレイ級の発展型として検討されていたが、まもなく、単なる改良型以上のものとなっていった。これによって建造されたのが本級である。

## 設計
上記の通り、当初はディーレイ級をもとにAN/SQS-26ソナーの搭載に対応して大型化したものとして構想されていた。しかし基本計画審議委員会（SCB）での設計の過程で、艦砲の追加や航空艤装の強化、射撃指揮装置の改善などに伴って、船体は急激に大型化していった。これらの検討の結果、本級では、クロード・ジョーンズ級の船型を拡大し、船首楼を延長した長船首楼型となった。またソナーをバウ・ドームに収容して搭載したことから、艦首は鋭く前方に突出している。電子装備の充実に対応して、マストと煙突を一体化させたマック構造を採用しており、これはSCB-199シリーズに共通の特徴となった。
装備の充実と艦型の拡大の結果、最初期の設計案では速力24ノットとされていたが、敵潜水艦と、護衛すべき民間船舶とがともに高速化が進んでいたことから、速力不足が課題となった。チャールズ・F・アダムズ級ミサイル駆逐艦と同系列の主機を搭載して30ノットを発揮する試案も検討されたものの、こちらはコストが上昇するうえに、この速力ではソナーがほとんど効力を発揮できないことから、対潜艦としてはあまり意味がないものとも考えられた。最終的に、中間をとって26ノットとなった。
この結果、ボイラーはディーレイ級と同系列のフォスター・ホイーラー式水管缶2基、蒸気性状も同一で、圧力600 lbf/in2 (42 kgf/cm2)、温度454 °C (849 °F)℃であった。主機はド・ラバル式ギヤード・タービン1基、出力は20,000馬力と増大していたが、船型も大型化していたことから、上記の通り、速力はディーレイ級に劣って26ノットとなっていた。蒸気を高圧化すれば更に1ノットは高速化できると考えられたが、こちらは本級には間に合わず、翌年度のガーシア級以降に持ち越しとなった。

## 装備
本級は、新開発の装備により、これまでの護衛駆逐艦に類を見ない、強力な対潜戦闘システムを構築した。その一方、砲熕兵器については、先行するディーレイ級およびクロード・ジョーンズ級のものを基本的に踏襲している。

### センサー
上記の経緯より、ソナーとしては、大出力・低周波数のAN/SQS-26をバウ・ドームに収容して搭載した。同ソナーは極めて大掛かりな装置であり、本級はこれを搭載できる最小規模の艦であった。また1973年から1974年にかけて、後部の3インチ砲にかえてAN/SQR-15曳航ソナーを装備した。ただし運用実績不良であり、1981年前後に撤去されている。またAN/SQS-26も、最初期の実験機に近い構成だったことから、メキシコ海軍での再就役後には予備部品の供給が途絶え、まもなく運用不能に陥ったとされている。
レーダーも更新されており、対空捜索用としてAN/SPS-40を搭載した。対水上捜索用としてはAN/SPS-10を搭載している。

### 武器システム
本級では、計画の最初期段階より、長射程の対潜兵器としてアスロック対潜ミサイルの装備が要求されており、また後の検討の過程で、QH-50 DASHおよび533mm魚雷発射管2基も追加された。ただしMk.48魚雷の水上艦発射版の計画中止に伴って533mm魚雷発射管は後日撤去され、DASHも1960年代末に運用停止となった。DASHを搭載した艦の多くは、のちにLAMPSヘリコプターを搭載するよう改修されたが、本級は船型過小であると考えられたことから、ヘリコプターの着艦に対応するように飛行甲板を拡張したのみで、LAMPSの搭載は行なわなかった。
アスロックはアメリカ護衛艦としては初装備であり、8連装発射機を艦橋直前に設置したが、次発弾を搭載する余地がなく、発射機内の8発のみの搭載となった。また近距離での対潜兵器としては、アスロックの弾頭でもあるMk.44短魚雷を発射する324mm3連装魚雷発射管（Mk.32）を装備している。これらを統制する水中攻撃指揮装置 (UBFCS)は、アスロックの搭載とあわせて、先行する2艦級のMk.105を強化したMk.111が使用されていたが、後にMk.114 mod.7に更新された。
一方、艦砲としては、船首楼甲板に50口径76mm連装速射砲（Mk.33 3インチ砲）、艦尾甲板に50口径76mm単装速射砲（Mk.34 3インチ砲）を搭載し、Mk.56 砲射撃指揮装置によって管制した。ただし船尾甲板の砲は、後にAN/SQR-15とバーターに撤去された。

## 同型艦
| アメリカ海軍    | アメリカ海軍                   | アメリカ海軍   | アメリカ海軍    | アメリカ海軍    | アメリカ海軍   | メキシコ海軍 | メキシコ海軍         | メキシコ海軍    | メキシコ海軍 |
| 艦番号          | 艦名                           | 起工           | 進水            | 就役            | 退役           | 艦番号       | 艦名                 | 再就役          | 退役         |
| --------------- | ------------------------------ | -------------- | --------------- | --------------- | -------------- | ------------ | -------------------- | --------------- | ------------ |
| DE-1037 FF-1037 | ブロンシュタイン USS Bronstein | 1961年 5月16日 | 1962年 6月8日   | 1963年 6月16日  | 1991年 10月4日 | F202         | ガレアナ ARM Galeana | 1993年 11月12日 | 2017年 4月   |
| DE-1038 FF-1038 | マックロイ USS McCloy          | 1961年 9月15日 | 1962年 10月21日 | 1963年 10月21日 | 1991年 10月4日 | F201         | ブラボ ARM Bravo     | 1993年 11月12日 | 2017年 4月   |